# بدهی بد
بدهی بد، (به انگلیسی: Bad debt) در حسابداری و امور مالی به بدهی‌هایی در حساب دریافتنی گفته می‌شود، که دارای نرخ بهره بالایی بوده و محل هزینه کردن آنها دارای ارزش افزوده نباشد، مانند بدهی به کارت‌های اعتباری.
در مقابل بدهی بد، بدهی خوب؛ بدهی است، که دارای بهره پایین بوده و برای سرمایه گذاری‌هایی نظیر خرید خانه، گردش مالی مورد نیاز یک کسب‌وکار یا سرمایه‌گذاری خاص با درآمد مناسباستفاده شده‌اند.